# Bój pod Husynnem
Bój pod Husynnem – starcie zbrojne stoczone 23 i 24 września 1939 roku w rejonie wsi Strzyżów, Husynne i Teptiuków przez Wojsko Polskie z oddziałami Armii Czerwonej po inwazji radzieckiej na Polskę podczas kampanii wrześniowej II wojny światowej. Wiązane powszechnie z szarżą polskiej kawalerii i policji konnej na oddziały radzieckie, który to element starcia budzi jednak wątpliwości co swojej prawdziwości.

## Przebieg walki
23 września 1939 roku sowiecki 8 Korpus Strzelców przekroczył Bug w rejonie Hrubieszowa. Pomiędzy Strzyżowem a Hrubieszowem 36 Brygada Czołgów i batalion rozpoznawczy 81 Dywizji Strzelców napotkały opór wysuniętych przed Hrubieszów od strony wschodniej wydzielonych oddziałów Grupy „Hrubieszów” i innych przypadkowo znajdujących się w pobliżu oddziałów WP.
W Hrubieszowie z napływających głównie z terenów wschodnich wycofujących się zorganizowanych oddziałów i luźnych grup żołnierzy organizowane były oddziały i pododdziały nazwane Grupą „Hrubieszów”, dowodzone przez majora artylerii stanu spoczynku Witolda Radziulewicza. W skład wysuniętych do obrony Hrubieszowa od strony wschodniej polskich oddziałów wchodził zajmujący obronę w Strzyżowie nad Bugiem improwizowany z różnych pododdziałów batalion piechoty dowodzony por. sap. inż. rez. Józefa Koniuszewskiego uzbrojony w 6-8 ckm i dwie armaty przeciwpancerne kalibru 37 mm. Zadaniem batalionu piechoty była obrona w Strzyżowie szosy Uściług-Strzyżów. Po przybyciu do Hrubieszowa 22 września, o godz. 5.00 23 września został wysunięty do wsi Husynne zreorganizowany samodzielny batalion moździerzy pod dowództwem kpt. Józefa Cwynara. Batalion moździerzy kpt. Józefa Cwynara składał się z dowództwa, plutonu łączności i plutonu gospodarczego, prawdopodobnie zwiadu konnego, jednej kompanii strzeleckiej i jednej kompanii moździerzy liczącej 12 (być może 11) moździerzy kal. 81 mm wz. 31, w trzech plutonach.
O godz. 14.00 broniący Strzyżowa batalion piechoty porucznika Koniuszewskiego został zaatakowany przez sowieckie czołgi wsparte piechotą i ostrzałem około dwóch baterii artylerii lekkiej. W trakcie walk batalion por. Koniuszewskiego został zepchnięty na zachodnie skraj wsi Strzyżów. Armaty ppanc. batalionu zniszczyły 2-3 pojazdy pancerne. Sowieckie czołgi wybiły obsługi armat ppanc i zniszczyły część ckm. Wsparcia w walce piechocie udzielił pluton moździerzy wysunięty na stanowiska przed Husynne ostrzeliwał sowiecką piechotę w Strzyżowie i w okolicznych laskach i wzgórzu. Pozostałe dwa plutony próbowały nawiązać pojedynek z jedną sowiecką baterią artylerii. Przed Husynne została wysunięta kompania strzelecka batalionu moździerzy ppor. rez. Windakiewicza. Batalion por. Koniuszewskiego został rozbity, a jego pozostałości wycofały się do Husynnego. W wyniku natarcia czołowego oddziałów sowieckich i oskrzydlenia Husynnego o godz. 17.00 batalion moździerzy kpt. Cwynara i pozostałości batalionu piechoty por. Koniuszewskiego wycofały się do wsi Teptiuków
Po zajęciu obrony w Teptiukowie i nawiązaniu kontaktu telefonicznego z dowódcą Grupy „Hrubieszów” kpt. Cwynar proponował dokonanie wypadu na Husynne. Po czym do kpt. Cwynara zgłosił się i podporządkował mu się improwizowany szwadron ułanów pod dowództwem mjr. kaw. st. spocz. Jerzego Kobylańskiego liczący około 90 kawalerzystów i 2 ckm. Szwadron mjr. Kobylańskiego otrzymał zadanie ubezpieczenia i patrolowania lewego skrzydła batalionu kpt. Cwynara od strony wsi Moroczyn. Po ostrzelaniu okolicznych lasów przez kompanię moździerzy, nocny wypad na Husynne wykonały kompania strzelecka ppor. Windakiewicza (bez 1. plutonu) i zbiorcza kompania strzelecka por. Koniuszewskiego. Przy wypadzie współdziałali ułani mjr. Kobylańskiego. Husynne zostało opanowane, a ubezpieczenia sowieckie wycofały się do Strzyżowa, gdzie stały czołgi sowieckie. Dalsze natarcie z uwagi na brak broni ppanc. było wykluczone.
Rano 24 września nastąpił sowiecki kontratak, po czym kompanie z Husynnego wycofały się do Teptiukowa z uwagi na zupełny barak broni ppanc. i granatów ręcznych. Napór sowieckich czołgów i piechoty na obronę w Teptiukowie oraz silny ostrzał artylerii, pomimo wsparcia moździerzy, wymusił odwrót wszystkich oddziałów w kierunku Hrubieszowa. W tym czasie z uwagi na wycofanie się na zachód w stronę Chełma Lubelskiego pozostałych oddziałów Grupy „Hrubieszów”, sowieckie oddziały z 81 Dywizji Strzeleckiej zajęły miasto. Pod ogniem artylerii wycofał się galopem w niewiadomym kierunku szwadron mjr. Kobylańskiego osłaniający dotychczas skrzydło batalionu. Wycofujące się z Teptiukowa bataliony kpt. Cwynara i pozostałość batalionu por. Koniuszewskiego około godz. 8.30 pod Hrubieszowem dostały się w zasadzkę sowieckiej piechoty i częściowo zostały rozproszone, a w części dostały się do niewoli. Według źródeł rosyjskich porucznik Koniuszewski już 23 września 1939 dostał się do sowieckiej niewoli w rejonie Rohatyna (ok. 200 km na południe od wsi Husynne).
Według innego źródła, sytuacja pod Husynnem wyglądała inaczej. Batalion moździerzy wystrzelał całą posiadaną amunicję, po czy jego żołnierze rozproszyli się. Natomiast batalion piechoty z Grupy „Hrubieszów” okopany przed wsią poniósł straty od ognia ckm obsługiwanego przez dywersantów. Dalsze losy batalionu nie są znane. Część stanowiących straż tylną batalionów żołnierzy ominęła zasadzkę, część zbiegła wkrótce po dostaniu się do niewoli na czele z kpt. Cwynarem i dołączyła 28 września w rejonie Parczewa do Samodzielnej Grupy Operacyjnej „Polesie” i dzieliła z nią dalsze losy i walki. Innych oddziałów w walkach pomiędzy Strzyżowem, Husynnem, Teptiukowem i Hrubieszowem nie odnotowano, w tym dywizjonu Policji Konnej i szwadronu 14 Pułku Ułanów.

### Poprzednia wersja opisu wydarzeń
Dowódca oddziału zdecydował się przełamać sowiecki kordon szturmem. Początkowo (prowadzona przez policjantów) szarża około 400 polskich kawalerzystów oraz ostrzał z 36 moździerzy 81 mm, będących na uzbrojeniu batalionu (dywizjonu) moździerzy, spowodował panikę i duże straty w szeregach piechoty nieprzyjaciela. Sytuację na niekorzyść Polaków odmieniło użycie przez Sowietów ukrytej za wzgórzami – w dolinie Bugu – formacji pancernej, w efekcie czego oddział polski został okrążony i – po krwawej walce – zmuszony do poddania się
Według relacji kaprala podchorążego Włodzimierza Rzeczyckiego z 14 pułku ułanów, po bitwie Sowieci zamordowali 25 polskich jeńców. Zostali oni pochowani na cmentarzach wojskowych w Rogalinie i Husynne.

## Wątpliwości
– W rejonie Husynnego 24 września działał 8 Korpus Strzelecki złożony z oddziałów 44 i 81 Dywizji Strzeleckich i 36 Brygady Pancernej, który w tych dniach nie poniósł dużych strat. 24 września dywizje strzeleckie zajęły Hrubieszów przy stracie zaledwie 11 zabitych i 8 rannych. „Także dziennik działań bojowych 36 lekkiej brygady pancernej, nie odnotowuje w tym dniu żadnych poważniejszych strat, zaś już w dniu następnym brygada zajęła Chełm. Profesor Czesław Grzelak widzi jedyną możliwość owego starcia w zapisie „Dziennika działań bojowych Frontu Ukraińskiego”: „Podczas wykonywania postawionych zadań 81 Dywizja Strzelecka po zdobyciu Hrubieszowa rozbiła prawie pułk piechoty nieprzyjaciela”. Ten krótki zapis nie podaje żadnych strat obu stron, ani tym bardziej przebiegu walki, i nie ma słowa o polskiej kawalerii.
– W książce „Kresy w Ogniu” na str. 119 znajdujemy następujący zapis: „W nocy z 23 na 24 i rankiem 24 września w m. Husynne dyon moździerzy kpt. Józefa Cwynara (36 moździerzy 81 mm) oraz baon piechoty stoczyły walkę z oddziałem sowieckim. Dyon wystrzelał całą posiadaną amunicję, po czym jego żołnierze rozproszyli się. Natomiast okopany przed wsią baon poniósł znaczne straty od ognia ckm obsługiwanego przez dywersantów. Dalsze losy baonu nie są znane.” Jak widać nie ma słowa o szarżach, ani o jakiejkolwiek kawalerii.
– Straty 8 Korpusu Strzeleckiego w ciągu całej kampanii były niewielkie. Dokumenty radzieckie nie wspominają nadto o żadnym starciu z silną grupą polskiej kawalerii, co mogłoby zostać użyte dla podkreślenia wagi zwycięstwa.
- W nocy 21/22 września maszerujący od strony Włodzimierza Wołyńskiego batalion moździerzy kpt. Cwynara napotkał w lasach na północ od Uściługu dywizjon konny policji z Warszawy. Dywizjon ten towarzyszył batalionowi kpt. Cwynara w przeprawie przez Bug w Horodle i maszerował do Hrubieszowa obok batalionu, nie podporządkowując się. Razem z batalionem osiągnął 22 września Hrubieszów. Według relacji kpt. Józefa Cwynara 22 września warszawski dywizjon Policji Konnej dotarł do Hrubieszowa, spędził noc 22/23 września w koszarach 2 psk, po czym nie podporządkował się dowódcy Grupy „Hrubieszów” i odjechał z Hrubieszowa 23 września w nieznanym kierunku. Oddział (pluton-szwadron) Policji Konnej ze Lwowa nie mógł być obecny w tych rejonach, gdyż jak ustalił Paweł Janicki, wszystkie szwadrony rezerwy konnej ze Lwowa wykonywały zadania bojowe w innych regionach Polski i w składzie innych jednostek WP.
– „Szwadron marszowy 14 Pułku walczył w składzie nadwyżek Kresowej Brygady Kawalerii pod nazwą Dywizjonu Rozpoznawczego i 22 września dostał się do niewoli sowieckiej. Natomiast nadwyżki mobilizacyjne pułku pod dowództwem mjr Stefana Starnawskiego przeszły do Ośrodka Zapasowego Podolskiej Brygady Kawalerii w koszarach 6 Pułku Ułanów w Stanisławowie. […] Po wkroczeniu na teren Polski oddziałów sowieckich, Pułk Marszowy otrzymał rozkaz przejścia na teren Węgier, co wykonał.” Tym samym wyklucza to udział pododdziałów 14 Pułku Ułanów Jazłowieckich w tym starciu (a nawet samą obecność w okolicach Husynnego).
– Ryszard Szawłowski (który historykiem nie jest) dał wiarę zaledwie jednej relacji (kaprala podchorążego Włodzimierza Rzeczyckiego z 14 pułku ułanów?) i na jej podstawie oparł swój opis. Nie wziął w ogóle pod uwagę relacji radzieckich i dzienników bojowych jednostek radzieckich, a zwłaszcza tych opisujących walki na wymienionym terenie. Odrzucił także zupełnie tezy historyków badających zagadnienia wojny na Kresach Wschodnich (zwłaszcza profesora Czesława Grzelaka, który specjalizuje się w historii wojskowości), który opiera swe badania i prace na gruntownej kwerendzie archiwów radzieckich.
– Także podane źródło pt. „Polska Egzotyczna” Grzegorza Rąkowskiego budzi duże wątpliwości, gdyż nie jest to praca historyka, a przewodnik turystyczny (autor jest biologiem, podróżnikiem, krajoznawcą, doktorem – pracownikiem naukowym Instytutu Ochrony Środowiska)
- Wątpliwości wzbudza jedyna relacja, z której wynika szarża kawalerii, napisana przez kpt. pchor. rez. Włodzimierza Rzeczyckiego. Prawdziwość jej jest wielokrotnie podważona, a bezwzględne oparcie się na niej jako jedynej prawdziwej, bez analizy przez kilku autorów prowadzi do fałszywego opisu walk w rejonie Strzyżowa, Husynnego, Teptiukowa. Brak jest dowodów, żeby Włodzimierz Rzeczycki, będący działaczem powojennego ruchu kombatanckiego i poetą, był w ogóle ułanem 14 Pułku Ułanów, za którego się podawał, natomiast istnieją przesłanki do podania tego w wątpliwość. Dopiero w 1990 roku sporządził relację o szarży pod Husynnem (co mogło być usprawiedliwione systemem politycznym w Polsce). Zbeletryzowany opis rzekomej szarży zawiera przy tym opisy używania przez policję konną kasków skórzanych wz. 25 z grzebieniami z włosia, co jest mało wiarygodne z uwagi na ich wycofanie przed wojną oprócz celów paradnych oraz brak przydatności bojowej.